# المصارعة الجامعية
المصارعة الجامعية (بالإنجليزية: Collegiate wrestling)‏ هي شكل من أشكال المصارعة التي تمارس في مستوى ما بعد الثانوية في الولايات المتحدة. يُمارس هذا النمط من المصارعة أيضًا في المدارس الثانوية والمدرسة الإعدادية والابتدائية مع بعض التعديلات.